# ロウディ・ゲインズ
アンブローズ・ロウディ・ゲインズ（Ambrose "Rowdy" Gaines, IV 1959年2月17日 - ）は、アメリカ合衆国フロリダ州ウィンターヘブン出身のアメリカ人男子競泳選手。ロサンゼルスオリンピックで100m自由形・400mリレー・400mメドレーリレーで三冠を達成。世界水泳選手権でもリレーで5つの金メダル、個人種目で3つの銀メダルを獲得した。

## 経歴
1978年ベルリン世界選手権では、200m自由形で銀メダル、400mリレー・800mリレーで金メダルを獲得した。
1980年モスクワオリンピックでは複数個のメダル獲得が期待されたが、アフガニスタン侵攻による影響でボイコットした。
1982年グアヤキル世界選手権では、100m自由形と200m自由形で銀メダル、400mリレー・800mリレー・400mメドレーリレーでリレー三冠を達成した。
1984年ロサンゼルスオリンピックでは100m自由形・400mリレー・400mメドレーリレーで三冠を達成した。